# Теорија категорија
Теорија категорија се користи да формализује математику и њене концепте као колекције објеката и стрелица (морфизама). Теорија категорија може да се користи да формализује већ постојеће теорије на вишем нивоу апстракције као што су теорија скупова, теорија прстена и теорија група. Неколико термина који се користе у теорији категорија, укључујући термин "морфизам", има различито значење у осталим областима математике.
Објекти заједнице су дати објектима који су врхови графа, а њихови односи су означени усмереним бридовима, који се називају стрелицама или морфизмима. Свака категорија по дефиницији уз објекте и њихове усмерене односа представљене морфизмима имају задато асоцијативно пресликавање композиције оних парова стрелица које графички следе у низу (крај једне је почетак друге) и за сваки објект је изабрана посебна стрелица идентитета, којој је и почетак и крај на том објекту. На пример, категоријама се може формализовати заједница свих скупова и њихових пресликавања као односа, заједницу свих прстенова и њихових (хомо)морфизама и заједницу свих група и (хомо)морфизама група. У тим примерима се види да заједница може бити велика, тј. да чини класу у смислу теорије скупова.
Неколика термина кориштених у теорији категорија, укључујући термин „морфизам” се користе другачије него у специјализованим ситуацијама у математици. У теорији категорија, морфизми морају испуњавати само опште аксиоме из теорије категорија, а не специфичне аксиоме који се захтевају у неком другом контексту. Дакле, тај концепт је унутрашњи у заданој категорији.
Саундерс Маклејн и Самјуел Ејленберг су увели концепте категорија, функтора и природних трансформација у 1942-45 у њиховом проучавању алгебарске топологије, са циљем аксиоматизације појма природности и још неких својстава која су се понављала у више контекста.
Категорија теорија има практичну примену у теорији програмских језика, нпр. формализације семантике програмских језика и кориштење монада у функцијском програмирању. Аксиоматски приступ структури категорије (елементарна теорија категорија) није зависан од аксиоматике скупова и може се изучавати као један од алтернативних приступа темељима математике (уз теорију скупова, разне теорије типова итд).

## Категорије
Категорија C се састоји од следећа три ентитета:
- Класе ob(C), чије елементе зовемо објекти;
- Класе hom(C), чије елементе зовемо морфизми или пресликавања или стрелице. Сваки морфизам f има свој домен a и кодомен b.

Израз f : a → b, се чита као "f је морфизам из a у b".

Израз hom(a, b) — користе се и ознаке homC(a, b), mor(a, b), или C(a, b) — означава класу свих морфизама изa у b.
- Бинарне операције ∘, коју називамо композиција морфизама, тако да за било која три објекта a, b, и c, важи hom(b, c) × hom(a, b) → hom(a, c). Композицију f : a → b и g : b → c записујемо g ∘ f или gf, регулисана са две аксиоме:
  - Асоцијативност: Ако f : a → b, g : b → c и h : c → d онда је h ∘  (g ∘ f) = (h ∘ g) ∘ f, и
  - Идентитет (математика): За сваки објект x, постоји морфизам 1x : x → x звани идентички морфизам x, тако да за сваки морфизам f : a → b, важи 1b ∘ f = f = f ∘ 1a.

Из аксиома се може доказати да постоји тачно један идентички морфизам за сваки објект. Неки аутори одступају од ове дефиниције идентификујући сваки објект са његовим идентичким морфизмом.

## Односи међу морфизмима и типови морфизама
Релације између морфизама (попут fg = h) често се приказују графички помоћу комутативних дијаграма, са „тачкама” (врховима) представљајући објекте и „стрелицама” представљајући морфизме. Комутативност дијаграма означава да композиција свих морфизама уздуж било која два усмерена пута с међусобно истим почетком и међусобно истим крајем има исти резултат (не yависи од пута).
Морфизми могу имати било која од седећих својстава. Морфизам f : a → b је:
- мономорфизам (генерализирајући појам инјекције у категорији скупова) ако f ∘ g1 = f ∘ g2 повлачи g1 = g2 за све морфизме g1, g2 : x → a.
- епиморфизам (генерализирајући појам сурјекције у категорији скупова) ако g1 ∘ f = g2 ∘ f повлачи g1 = g2 за све морфизме g1, g2 : b → x.
- биморфизам ако је f истовремено мономорфизам и епиморфизам.
- изоморфизам ако постоји морфизам g : b → a такав да је f ∘ g = 1b and g ∘ f = 1a.
- ендоморфизам ако је домен уједно и кодомен, a = b. end(a) означава класу ендоморфизама од a.
- аутоморфизам ако f је изоморфизам с истом доменом и кодоменом. aut(a) означава класу ендоморфизама од a.
- ретракција (сажимање) ако десна инверзија од  постоји, т.ј. ако постоји морфизам g : b → a такав да f ∘ g = 1b.[2]
- пререз (секција) ако лева инверзија од  постоји, т.ј. ако постоји морфизам g : b → a такав да g ∘ f = 1a.

За категорију се каже да је балансирана ако је сваки биморфизам изоморфизам. На пример, све су Абелове категорије балансиране.
Свака ретракција је епиморфизам, и сваку пререз је мономорфизам. Надаље, следеће три тврдње су еквивалентне:
- је мономорфизам и ретракција;
- је епиморфизам и пререз;
- је изоморфизам.

### Супротна категорија
Свакој категорији {\displaystyle C} може се придружити супротна категорија {\displaystyle C^{\circ }} која има исте објекте и морфизме, но морфизми иду у супротни смер. Тако за сваки објект {\displaystyle x} има своју супротну копију {\displaystyle x^{\circ }}, а за морфизам {\displaystyle f:x\to y} његову супротну копију {\displaystyle f^{\circ }:y^{\circ }\to x^{\circ }} са замењеном доменом и кодоменом; при томе је композиција дефинисана с {\displaystyle g^{\circ }\circ f^{\circ }:=(f\circ g)^{\circ }}, а идентитет с {\displaystyle 1_{x^{\circ }}:=(1_{x})^{\circ }:x^{\circ }\to x^{\circ }}. Супротна категорија се назива такође двојствена или дуална категорија категорије {\displaystyle C}.